# Ormosia angustaurata
Ormosia angustaurata là một loài ruồi trong họ Limoniidae. Chúng phân bố ở miền Cổ bắc.